# Arhâ
L'Arhâ est une langue kanak parlée à Poya en Nouvelle Calédonie dans les tribus de Nékliaî et Kradji. Elle devient aujourd'hui la langue courante des deux tribus, remplaçant peu à peu l'Arho dont les locuteurs se rabattent soit sur l'Arhâ soit sur l'Ajiê. Cette langue fait partie de l'aire coutumière Ajiê-Arho. Cette langue est très proche des langues Arho, Orowé, Néku, Sishêê, Ajie mais aussi Paicî et même Xaracûû. L'Arho est un ensemble linguistique comprenant les langues Arhâ (Poya), Orowé (Bourail et Néwa Houailou), Néku (Bourail et Moméa Moindou) et Sishêê (Moindou). Cet ensemble est principalement situé sur la côte ouest entre les communes de Poya, Bourail via la tribu de Néwa à Houailou et Moindou.
L'arhâ est une langue kanak de la famille austronésienne parlée dans l'aire coutumière Ajië-Aro de la province Sud, en Nouvelle-Calédonie. En 2009, on recense environ 166 locuteurs.